# Laughter & Lust
Laughter & Lust è il dodicesimo album in studio del musicista britannico Joe Jackson. È il suo primo album pubblicato per la Virgin, nell'aprile del 1991, dopo oltre 10 anni di collaborazione con la A&M Records. 
Dal disco furono tratti i singoli: Obvious Song, Stranger than Fiction e Oh Well (cover della canzone dei Fleetwood Mac).

## Tracce
Testi e musiche di Joe Jackson, eccetto dove indicato.
Lato A
1. Obvious Song – 4:11
2. Goin' Downtown – 3:05 (Joe Jackson, Drew Barfield)
3. Stranger than Fiction – 3:40
4. Oh Well – 2:29 (Peter Green)
5. Jamie G. – 2:04
6. Hit Single – 3:37
7. It's All Too Much – 4:22

Lato B
1. When You're Not Around – 4:01
2. The Other Me – 4:11
3. Trying to Cry – 6:35
4. My House – 4:26
5. The Old Songs – 3:32
6. Drowning – 5:09

## Formazione
- Joe Jackson – pianoforte, voce
- Graham Maby – basso elettrico, voce
- Joy Askew – sintetizzatori, voce
- Tom Teeley – chitarre, voce
- Sue Hadjopoulos – batteria, percussioni
- Dan Hickey – batteria
- Michael Morreale – tromba
- Tony Aiello – sassofono
- Annie Whitehead – trombone
- Charles McCracken – violoncello